# گالی (زبان)
گالی زبانی است سلتی که در گال بدان سخن گفته می‌شد. پیش از آنکه زبان لاتین عامیانه رواج پیدا کند در امپراتوری روم و در میان گال‌های روم این زبان رواج داشت. از این زبان صدها نوشته بر روی سنگ، سکه، سفال و دیگر اثرهای هنری و گهگاه بر روی فلز(سرب و روی) در دست است. همه این‌ها در منطقه فرمانروایی گال‌های رومی (فرانسه، سوئیس، ایتالیا، آلمان و بلژیک) یافته شده‌اند.
گالیک با زبان‌های سلتیبری، لپونتی و گالاسیایی در یک گروه جای می‌گیرد.
گالی یک زبانِ سلتی منقرض شده است که قبل و در طول دورۀ  امپراتوری روم در بخش هایی از قارۀ اروپا صحبت می شد.  بعبارت دیگر ، گالی زبان سلت‌های گال (فرانسه، لوکزامبورگ، بلژیک، بیشتر سوئیس، شمال ایتالیا، و همچنین بخش‌هایی از هلند و آلمان در کرانه غربی رود راین کنونی) بود.  در معنای وسیع‌تر، این زبان همچنین توسط اکثر مردم سلتیک صحبت می‌شد که در بیشتر اروپای مرکزی («نوریکی»)، بخش‌هایی از بالکان، و آناتولی («گالاتیایی») قرار داشت ، که اتقاقا تصور میشود  ارتباط نزدیکی با هم دارند.  اکثر مردم سنت شکنِ لپونتیک شمال ایتالیا نیز گاهی به گویش گولیش صحبت میکردند

## تاریخچه
نخستین سنگنوشته‌ها به زبان سلتی به سده ششم پیش از میلاد بازمی‌گردد. این سنگنوشته‌ها به زبان لپونتیک می‌باشند (برخی لپونتیک را تنها لهجه‌ای از گالیک دانسته‌اند). این سنگنوشته‌ها که در گالیا سیزالپینا یافت شده‌اند به الفبای کهن ایتالیایی نوشته شده‌اند. سنگ‌نوشته‌های این زبان به الفبای یونانی مربوط به سده سوم پیش از میلاد در دهانه رود رون پیدا شده‌است. پس از این تاریخ دیگر هر نوشته‌ای به این زبان به الفبای لاتین است. تا سده ششم هنوز گزارشی از کسانی که به زبان گالیک سخن می‌گفته‌اند در دست است.

## آواشناسی
- واکهها:
  1. کوتاه:a, e، i, o u
  2. بلند:ā، ē، ī، (ō)، ū
- نیمواکهها:w, y
- انسدادی:
  1. بی‌صدا:p, t، k
  2. صدادار:b, d، g
- گامدار:
  1. تودماغی:m, n
  2. روان:r, l
- هیسدار:s
- ادغام:ts

واج [χ] نیز صدای درهم شده /k/ پیش از /t/ می‌باشد.

## نگارش
الفبای لوگانو برای نگارش لپنتیک به کار برده می‌شد:
AEIKLMNOPRSTΘUVXZ
در این الفبا میان واج‌ها انسدادی صدادار و بی‌صدا تفاوتی نبود. برای نمونه /t/ و /d/ هر دو به یک گونه نوشته می‌شدند. Z نمایانگر /ts/ بود، Vبرای نشان دادن /w/، و برای نشان دادن /t/ از نماد Θ و برای /g/ از X سود می‌بردند.
الفبای یونانی خاوری برای زبان گالیک در گالیا ترانسالپینا کاربرد داشت:
αβγδεζηθικλμνξοπρστυχω
χ نماد خ، θ نماد /ts/، و از نماد ου برای /u/، /ū/، /w/ و η و ω برای /e/، /ē/ و /o/، /ō/ به کار می‌رفت. ι برای ای کوتاه و ει برای ای کشیده به کار می‌رفت. نکته‌ای که باید به آن توجه داشت این است که سیگما در الفبای یونانی خاوری به شکل هلالی و مانند C در لاتین است.
الفبای لاتین به ریخت زیر در میان گال‌های روم کاربرد داشت:
ABCDÐEFGHIKLMNOPQRSTUVXZ
abcdðefghiklmnopqrstuvxz
G و K گاهی در این نویسه جایگزین هم می‌شدند. Ð/ð، ds و s نماد واج /ts/ بودند.X برای نشان دادن صدای خ یا /ks/ به کار می‌رفت.Q بسیار کم کاربرد داشت. در ایت زبان گاه جای EV و OV با هم عوض می‌شد.

## قانونهای آوایی
در گالیک شمالی و خاوری واج بی‌صدای لبی kw موجود درزبان هندواروپایی نخستین به p دگریده می‌شود (در زبان بریتانیک)، این اصل به زبان بریتانیک و همچنین یونانی و زبانهای ایتالیک نیز گسترانیده می‌شود، در حالیکه در دیگر زبان‌های سلتیک این واج لبی به گونه Q نگاه داشته شده‌اند. برای نمون در زبان‌ها گالیک خاوری و شمالی یاد شده به پسر mapos می‌گفتند، در زبان ایرلندی نخستین maqi می‌گفتند. همچنین در گالیک شمالی/خاوری به اسب epos می‌گفتند، در ایرلندی کهن به آن ech و در گالیک جنوبی و باختری eqos می‌گفتند که همگی این‌ها از زبان هندواروپایی مشتق شده‌اند که در این زبان *ekuos بوده‌است.
- واج لبی صدادار gw به w دگرش می‌یابد؛ برای نمونه:uediiumi <gwediūmi (من نیایش می‌کنم)
- واج هندواروپایی نخستین tst تبدیل به /ts/ و ð نوشته می‌شود؛ نمونه:neððamon برای واژه *nedz-tamo (در ایرلندی کهن nesa به معنای نزدیکتر/نزدیکترین)
- واج هندواروپایی نخستین ew تبدیل به ow و در زمانی دورتر ō می‌شود؛ نمونه:*teutā> touta, tota (در ایرلندی کهن tuath به معنای قبیله، سرزمین قبیله‌ای)

## دستور زبان
دستور زبان گلی همانندیهایی با دستور زبان لاتین و همچنین فرانسوی تاریخی دارا می‌باشد. بحثهایی دربارهٔ اینکه آیا لاتین فرزندخواندهٔ زبان گال‌های رومی است یا نه هنوز در پی است.

### قالبها
برای صرف زبان گلی شش یا هفت قالب وجود داشته‌است. حالتهای فاعلی، ندایی، مفعولی، مضافٌ‌الیه، انتصابی با لاتین مشترک و در زبان لاتین صیغه مفعولی بوده‌اند، گلی همچنین دو قالب ابزاری و جایگاهی را دارا می‌باشد. همچنین ستاکهای -o- و -a- میان این زبان و لاتین مشترکند. در سنگنوشته‌ها ستاک‌های کمیاب انسدادی مانند -i-و -n- نیز دیده شده‌اند. در جدول زیر قالبهایی را که شناسایی شده‌اند می‌توان دید:
| قالب     | -a ستاک | -o ستاک |
| -------- | ------- | ------- |
| فاعلی    | Epona   | Maponos |
| ندایی    | Epona   | Mapone  |
| مفعولی   | Eponin  | Maponon |
| مضافٌ‌الیه | Eponias | Maponi  |
| انتصابی  | Eponai  | Maponu  |
| ابزاری   | Eponia  | Maponu  |
| جایگاهی  |         | Mapone  |

| قالب     | -a ستاک  | -o ستاک  |
| -------- | -------- | -------- |
| فاعلی    | Eponias  | Maponi   |
| ندایی    |          |          |
| مفعولی   | Eponas   | Maponus  |
| مضافٌ‌الیه | Eponanon | Maponon  |
| انتصابی  | Eponabo  | Maponobo |
| ابزاری   |          | Maponus  |
| جایگاهی  |          |          |

این قالب در گذار از روند تاریخی خود تغییراتی را هم به خود دیده‌است برای نمونه ستاک -a به -ai دگرش یافته‌است. با بازنگری سنگنوشته‌ها می‌توان فهمید که این ستاک در آغاز -e و در پایان -i گشته‌است.

## اعداد
عددها در زبان گلی در پی می‌آید:
1. cintux[so (در زبان ولزی cyntaf و در ایرلندی کهن cétae، در ایرلندی پیشرفته céad، در بریتانیایی kentañ به معنای نخستین)
2. allos(در ولزی ailیا aile(در ایرلندی پیشرفته eile) به معنای دیگر، در بریتانیک all و به همین معنا)
3. tritios (در ولزی trydyddیا treide)
4. pentuar[ios (در ولزی pedweryddیا cethramad و در ایرلندی پیشرفته pedwerydd، یا cethramad)
5. pinpetos (در ولزی میانه pymhet(اکنون pumed) یا cóiced، در ایرلندی پیشرفته cúigiú)
6. suexos (شاید یک اشتباه در نوشتن و در اصل suextos باشد، در ولزی chweched، یا seissed، در ایرلندی پیشرفته séú)
7. sextametos (در ولزی seithfed، یا sechtmad، در ایرلندی پیشرفته seachtú)
8. oxtumeto[s (در ولزی wythfed، یا ochtmad، ایرلندی پیشرفته ochtú)
9. namet[os(ولزی nawfed، یا nómad، ایرلندی پیشرفته 'naoú'، بریتانیایی navet)
10. decametos, decometos (ولزی degfedیا dechmad، ایرلندی پیشرفته deichniú، سلتیبریایی dekametam)